# Tampa Bay Buccaneers 2005
La stagione 2005 dei Tampa Bay Buccaneers è stata la 30ª della franchigia nella National Football League. La squadra passò dal record di 5-11 della stagione 2004 a 11-5 vincendo la propria division. Carnell Williams fu premiato come rookie offensivo dell'anno.

## Calendario
| Turno   | Data               | Avversario             | Risultato          | Risultato          | Stadio                       | Pubblico           |                    |
| Turno   | Data               | Avversario             | Punteggio          | Record             | Stadio                       | Pubblico           |                    |
| ------- | ------------------ | ---------------------- | ------------------ | ------------------ | ---------------------------- | ------------------ | ------------------ |
| 1       | 11/9/2005          | @ Minnesota Vikings    | V 24–13            | 1–0                | Hubert H. Humphrey Metrodome | 63.939             |                    |
| 2       | 18/9/2005          | Buffalo Bills          | V 19–3             | 2–0                | Raymond James Stadium        | 64.777             |                    |
| 3       | 25/9/2005          | @ Green Bay Packers    | V 17–16            | 3–0                | Lambeau Field                | 70.518             |                    |
| 4       | 2/10/2005          | Detroit Lions          | V 17–13            | 4–0                | Raymond James Stadium        | 64.994             |                    |
| 5       | 9/10/2005          | @ New York Jets        | S 14–12            | 4–1                | The Meadowlands              | 77.852             |                    |
| 6       | 16/10/2005         | Miami Dolphins         | V 27–13            | 5–1                | Raymond James Stadium        | 65.168             |                    |
| 7       | Settimana di pausa | Settimana di pausa     | Settimana di pausa | Settimana di pausa | Settimana di pausa           | Settimana di pausa | Settimana di pausa |
| 8       | 30/10/2005         | @ San Francisco 49ers  | S 15–10            | 5–2                | Monster Park                 | 63.358             |                    |
| 9       | 6/11/2005          | Carolina Panthers      | S 34–14            | 5–3                | Raymond James Stadium        | 65.014             |                    |
| 10      | 13/11/2005         | Washington Redskins    | V 36–35            | 6–3                | Raymond James Stadium        | 65.421             |                    |
| 11      | 20/11/2005         | @ Atlanta Falcons      | V 30–27            | 7–3                | Georgia Dome                 | 70.794             |                    |
| 12      | 27/11/2005         | Chicago Bears          | S 13–10            | 7–4                | Raymond James Stadium        | 65.506             |                    |
| 13      | 4/12/2005          | @ New Orleans Saints   | V 10–3             | 8–4                | Tiger Stadium                | 34.411             |                    |
| 14      | 11/12/2005         | @ Carolina Panthers    | V 20–10            | 9–4                | Bank of America Stadium      | 73.467             |                    |
| 15      | 17/12/2005         | @ New England Patriots | S 28–0             | 9–5                | Gillette Stadium             | 68.756             |                    |
| 16      | 24/12/2005         | Atlanta Falcons        | V 27–24 DTS        | 10–5               | Raymond James Stadium        | 65.482             |                    |
| 17      | 1/1/2006           | New Orleans Saints     | V 27–13            | 11–5               | Raymond James Stadium        | 65.379             |                    |
| Playoff |                    |                        |                    |                    |                              |                    |                    |
| WC      | 7/1/2006           | Washington Redskins    | S 17–10            | 11–6               | Raymond James Stadium        |                    |                    |

## Classifiche
| NFC South                | NFC South | NFC South | NFC South | NFC South | NFC South | NFC South | NFC South | NFC South | NFC South |
|                          | V         | S         | P         | %         | DIV       | CONF      | PF        | PS        | STK       |
| ------------------------ | --------- | --------- | --------- | --------- | --------- | --------- | --------- | --------- | --------- |
| (3) Tampa Bay Buccaneers | 11        | 5         | 0         | .688      | 5–1       | 9–3       | 300       | 274       | V2        |
| (5) Carolina Panthers    | 11        | 5         | 0         | .688      | 4–2       | 8–4       | 391       | 259       | V1        |
| Atlanta Falcons          | 8         | 8         | 0         | .500      | 2–4       | 5–7       | 351       | 341       | S3        |
| New Orleans Saints       | 3         | 13        | 0         | .188      | 1–5       | 1–11      | 235       | 398       | S5        |

## Premi
- Carnell Williams:

rookie offensivo dell'anno